# Saxothuringikum
Saxothuringikum (neboli Sasko-durynská oblast) je geologická jednotka Českého masivu, která tvoří jeho severozápadní okraj. Většina oblasti se nachází v Německu, pouze její jihovýchodní okraj zasahuje do Česka a tvoří většinu Krušných hor, Chebska a Karlovarska. Nachází se zde slabě až silně metamorfované (přeměněné) a magmatické (vyvřelé) horniny. Podle saxothuringika se také nazývá sasko-durynská zóna variského horstva.
Termín saxothuringikum zavedl rakousko-německý geolog a paleontolog Franz Kossmat, podle německých oblastí Sasko a Durynsko.

## Umístění
Saxothuringikum je na jihovýchodě omezeno krušnohorským zlomem, za kterým je překryto třetihorními podkrušnohorskými pánvemi. Na severovýchodě je od lugika oddělono labskou zlomovou zónou, kontakt obou jednotek je z velké části překryt sedimenty české křídové pánve. Na severozápadě je překryto čtvrtohorními a triasovými sedimentárními vrstvami a na jihozápadě je ohraničeno franckými zlomy, za kterými pokračují triasové sekvence.
Někteří autoři začleňují pod sasko-durynskou oblast i lugikum (západosudetská oblast) kvůli vzájemné návaznosti geologických jednotek, většina autorů však tyto dvě oblasti odděluje.

## Charakteristika
Oblast saxothuringika vznikla díky významným horotvorným procesům, označovaným jako variské (hercynské) vrásnění v období středního devonu až spodního permu. Vyznačuje se příkrovovou stavbou vzniklou během variského vrásnění, protknutou variskými granitoidy a granulity. Autochton (neboli spodní patro, na které byly nasunuty příkrovy) je tvořen neoproterozoickými až karbonskými sedimenty a vulkanity. Nachází se v severozápadní části oblasti a v geologické literatuře se označuje jako tzv. sasko-durynský vývoj. Na toto autochtonní pásmo jsou nasunuty dva typy příkrovů: 
1. Příkrovy krušnuhorsko-smrčinského krystalinika
2. Příkrovy bavorského vývoje

Geologické koncepce stavby českého masivu jsou stále předmětem vědeckého výzkumu. Interpretace stavby saxothuringika byly v minulosti několikrát přehodnoceny a momentálně přijímaná interpretace příkrovové stavby se rovněž může v čase měnit.

### Sasko-durynský vývoj
Sasko-durynský vývoj nacházející se na severozápadě saxothuringika byl během variského vrásnění zvrásněn do podoby velkého synklinoria, v němž rozlišujeme několik menších synklinál a antiklinál od jihovýchodu severozápadu: vogtlandská synklinála, bergská antiklinála, teuschnitzká synklinála a schwarzburská antiklinála. Sedimentace zde probíhala pravděpodobně konkordantně, či s pouze malými hiáty, od neoproterozoika po spodní karbon.

### Bavorský vývoj
Bavorský vývoj je zachován ve svrchním příkrovu (neboli alochtonním patře) spočívajícím na autochtonním sasko-durynském vývoji. Tento příkrov je z velké části oderodován a zachovaly se nám z něj jen drobné zbytky – tektonická bradla – nazvaná podle místních názvů: Münchberg, Wildenfels a Frankenberg. Z nich je plošně nejrozsáhlejší tektonická kra Münchberg, která se vyznačuje příkrovovou stavbou a dobře zdokumentovanou inverzní metamorfózou. To znamená, že nejméně metamorfované jsou spodní vrstvy a metamorfóza postupně stoupá do vrchnějších vrstev. Rovněž stáří stoupá od spodních ([spodní karbon) do vrchních pater (neoproterozoikum).

### Krušnohorsko-smrčinské krystalinikum
Krušnohorsko-smrčinské krystalinikum je pravděpodobně dalším metamorfovaným příkrovovým systémem nasunutým na méně metamorfované horniny sasko-durynského vývoje. Celkově představuje jednu velkou antiklinálu, jejíž osa je nakloněna k jihozápadu. Proto jsou na jihozápadě odkryté strukturně vyšší a méně metamorfované horniny (fylit, svor, amfibolit), zatímco na severovýchodě se nachází hlubší erozní část s vysoce metamorfovanými horninami (pararula, ortorula, migmatit, eklogit, granulit). Stáří metamorfózy (přeměny) je variské, zatímco stáří protolitu není vždy zcela jasné, ale pravděpodobně se pohybuje od neoproterozoika po spodní paleozoikum, podobně jako u ostatních částí saxothuringika.

## Saxothuringikum na českém území
Saxothuringikum na českém území tvoří především Krušné hory a česká část Smrčin. Metamorfované horniny v Krušných horách jsou sdružovány pod pojmem krušnohorské krystalinikum předpokládaného proterozoické stáří. U Smrčin se pak hovoří o smrčinském krystaliniku. Nedostatek paleontologicky datovaných sérií krystalinika brání určení geologického stáří a metamorfismu výchozích hornin. Předpokládané proterozoické stáří se opírá především o nepřímé důkazy, a to stratigrafickou pozicí v podloží paleozoika, doloženou na německé straně. Do struktur saxothuringika vnikají intruse variských granitoidů. Mezi ně patří především karlovarský žulový pluton, rozdělený na dva samostatné celky, kde oherský rift odděluje Krušné hory od Slavkovského lesa.
Významným vyvřelým komplexem je tzv. teplický porfyr, který zasahuje na české území ze Saska. Vystupuje na povrch v okolí Dubí ve východní části Krušných hor a pokračuje do podloží terciérní Mostecké pánve.
Krystalinikem Krušných hor i Smrčin pronikají na mnoha místech neovulkanity. Jsou vázány na zlomy a jejich překřížení. Na řadě lokalitách je vyvinuta sloupcovitá odlučnost. Některé z nich, tzv. čedičové varhany, jsou chráněné jako přírodní památky. Příkladem jsou například rotavské varhany, čedičové varhany u Ryžovny. Neovulkanity jsou v úzkém vztahu k Doupovským horám.
Od dalších oblastí Českého masivu je saxothuringikum na českém území moldanubika a bohemika (Tepelsko-barrandienská oblast) je odděleno tepelskou suturou, v převážné míře skrytou pod křídovými a terciérními sedimenty a neovulkanity oherského riftu.